# Geografia de l'art
La geografia de l'art és una disciplina acadèmica relacionada amb la historiografia, la historiografia de l'art i la geografia que estudia els fenòmens de l'art (concretament l'estil practicat i la seua difusió) considerant els factors geogràfics com són l'ambient i les forces neurològiques. Alguns investigadors d'aquesta disciplina han intentat induir lleis de causalitat, cosa pròpia del determinisme històric que és considerat ja sobradament refutat.
Va aparèixer a l'Alemanya de principis del segle xx.
Un dels mètodes de la disciplina amb vigència és la classificació geogràfica de l'art. Aquest mètode presenta problemes al definir el lloc al qual es vol classificar l'obra d'art.